# Andrew Lauer
Andrew Lauer (ur. 19 czerwca 1965 w Santa Monica) – amerykański aktor.

## Filmografia
- Balanga na autostradzie (Never on Tuesday, 1988) jako Matt
- The Preppie Murder (1989) jako Josh
- Urodzony 4 lipca (Born on the Fourth of July, 1989) jako Weteran w Villa Dulce
- Knights of the Kitchen Table (1990) jako Lewis
- Grand (1990) jako Oficer Wayne Kasmurski
- Trudne zwycięstwo (Necessary Roughness, 1991) jako Charlie Banks
- Going to Extremes (1992-1993) jako Charlie Moran
- Karolina w mieście (Caroline in the City, 1995-1999) jako Charlie
- Tajemnica Syriusza (Screamers, 1995) jako Ace Jefferson
- Przyjadę do domu na święta (I'll Be Home for Christmas, 1998) jako Nolan
- Charlie Cykor (Gun Shy, 2000) jako Jason Cane
- August Underground  (2001)
- Jane White Is Sick & Twisted (2002) jako Desiree
- Na deser (Just Desserts, 2003-2004) jako Jacques de Jacques
- Dating Games People Play (2004) jako Tommy
- Król zaginionego świata (King of the Lost World, 2005) jako Doyle
- Jane Doe: Inna twarz (Jane Doe: The Wrong Face, 2005) jako Marvin
- Legion of the Dead  (2005) jako Koroner